# World Seniors Darts Matchplay
| World Seniors Darts Matchplay | World Seniors Darts Matchplay      |
| ----------------------------- | ---------------------------------- |
| Sportart                      | Darts                              |
| Organisator                   | World Seniors Darts Tour           |
| Turnierart                    | Einladungsturnier                  |
| Austragungsort                | The Barbican, York                 |
| Austragungszeitraum           | wechselnd                          |
| Letzter Sieger                | John Henderson                     |
| Erste Austragung              | World Seniors Darts Matchplay 2022 |
| Letzte Austragung             | World Seniors Darts Matchplay 2024 |

Das World Seniors Darts Matchplay war ein Turnier im Dartsport, welches 2022 zum ersten Mal ausgetragen wurde. Es war Teil der World Seniors Darts Tour (WSDT), welche vom Sport-Management Modus Darts und der Organisation Snooker Legends ausgetragen wurde. Nachempfunden ist das World Seniors Matchplay dem World Matchplay, welches von der Professional Darts Corporation jährlich ausgetragen wird.
Nachdem die Ticketverkäufe für das World Seniors Darts Matchplay 2025 im August gestoppt wurden, ist von einer erneuten Austragung nicht auszugehen.

## Geschichte
Am 7. Januar 2022 wurde die erstmalige Austragung eines World Seniors Matchplay durch die WSDT bekanntgegeben. Infolgedessen wurden immer mehr Informationen und Teilnehmer bekanntgegeben.
Mit der Bekanntgabe, dass es ein weiteres World Seniors Darts Matchplay im Jahr 2023 geben soll, wurde auch verkündet, dass das Turnier fortan in York ausgetragen werden soll. Ab 2025 wird das World Seniors Darts Matchplay an nur noch einem einzigen Tag ausgetragen und außerdem in Epsom gespielt.
Im August 2025 wurden die Ticketverkäufe für die Austragung im November gestoppt und eine Rückerstattung der bereits gekauften Tickets gestartet. Seitens ehemaliger Spieler wurde daraufhin das Ende der ausrichtenden Organisation bekanntgegeben. Ein offizielle Statement gab es nicht.

## Format und Qualifikation
An dem Turnier nahmen 2024 insgesamt 16 Spieler teil, von denen zehn zum Turnier eingeladen wurden. Zwei Spieler qualifizierten sich über die WSDT Official World Rankings, zwei weitere über die Open Series Order of Merit. Die letzten beiden Spieler hatten zuvor je einen World Seniors Darts Matchplay Qualifier überstanden. Es wurde im K.-o.-System gespielt. Jede Partie wurde dabei in Legs gespielt. Ein Leg gewann der Spieler, der als erstes genau 501 Punkte warf. Der letzte Wurf eines Legs musste auf ein Doppelfeld erfolgen.
Wichtig war dabei, dass eine Partie mit mindestens zwei Legs Vorsprung gewonnen werden musste. Nach sechs weiteren gespielten Legs wurde ein Entscheidlungsleg gespielt, das einem Sudden Death entsprach.

## Preisgeld
Das Preisgeld verteilte sich zuletzt (2024) wie folgt:
| Position (Anzahl der Spieler) | Position (Anzahl der Spieler) | Preisgeld |
| ----------------------------- | ----------------------------- | --------- |
| Gewinner                      | (1)                           | £ 10.000  |
| Finalist                      | (1)                           | £ 5.000   |
| Halbfinalisten                | (2)                           | £ 2.500   |
| Viertelfinalisten             | (4)                           | £ 1.250   |
| Achtelfinalisten              | (8)                           | £ 750     |
| Gesamt                        | Gesamt                        | £ 31.000  |

## Finalergebnisse
| Jahr | Austragungsort                  | Sieger                                                       | Ergebnis                                                     | Finalist                                                     | Preisgeld                                                    | Preisgeld                                                    |
| Jahr | Austragungsort                  | Sieger                                                       | Ergebnis                                                     | Finalist                                                     | Gesamt                                                       | Sieger                                                       |
| ---- | ------------------------------- | ------------------------------------------------------------ | ------------------------------------------------------------ | ------------------------------------------------------------ | ------------------------------------------------------------ | ------------------------------------------------------------ |
| 2022 | Bonus Arena, Kingston upon Hull | Robert Thornton                                              | 12 : 10                                                      | Phil Taylor                                                  | 0£ 33.000                                                    | 0£ 10.000                                                    |
| 2023 | The Barbican, York              | Leonard Gates                                                | 9 : 6                                                        | Jim McEwan                                                   | 0£ 31.000                                                    | 0£ 10.000                                                    |
| 2024 | The Barbican, York              | John Henderson                                               | 9 : 6                                                        | Leonard Gates                                                | 0£ 31.000                                                    | 0£ 10.000                                                    |
| 2025 | Epsom Racecourse, Epsom         | Ticketverkäufe gestoppt, ausrichtende Organisation aufgelöst | Ticketverkäufe gestoppt, ausrichtende Organisation aufgelöst | Ticketverkäufe gestoppt, ausrichtende Organisation aufgelöst | Ticketverkäufe gestoppt, ausrichtende Organisation aufgelöst | Ticketverkäufe gestoppt, ausrichtende Organisation aufgelöst |